# Smicromyrme metanotalis andradei
Smicromyrme metanotalis andradei é uma subespécie de insetos himenópteros, mais especificamente de vespas pertencente à família Mutillidae.
A autoridade científica da subespécie é Suarez, tendo sido descrita no ano de 1954.
Trata-se de uma subespécie presente no território português.